# Bech-Kleinmacher
Bech-Kleinmacher (lb. Bech-Maacher) – wieś (Uertschaft) w południowo-wschodnim Luksemburgu, w kantonie Remich, w gminie Schengen. Do 3 października 2015 miejscowość leżała w dystrykcie Grevenmacher, a do 31 grudnia 2011 należała do gminy Wellenstein. Liczy 683 mieszkańców (31 grudnia 2022). Leży nad Mozelą.